# Громкий (миноносец)
«Гро́мкий» — эскадренный миноносец типа «Грозный» Второй Тихоокеанской эскадры, геройски сражавшийся, был затоплен командой после расхода всех имеющихся боеприпасов, в Цусимском сражении.

## Строительство
Зачислен в списки судов Балтийского флота 30 июня 1904 года, спущен весной 1904 года, вступил в строй 25 сентября 1904 года. Вошёл в состав «Догоняющего отряда» капитана 1-го ранга Л. Ф. Добротворского и 3 ноября 1904 года покинул Либаву под командованием капитана 2-го ранга Г. Ф. Керна. 1 февраля 1905 года в составе отряда соединился с главными силами Второй Тихоокеанской эскадры, войдя в состав 2-го отделения миноносцев.

## Служба
Во время Цусимского сражения 14 мая держался на траверзе крейсера «Олег», избежав повреждений. Вечером присоединился к крейсеру «Владимир Мономах», вместе с которым отражал атаки японских миноносцев. Ночью «Владимир Мономах» получил торпедное попадание и потерял боеспособность.
Из воспоминания одного из члена команды «Громкого»:

Поддерживали крейсер артиллерийским и пулеметным огнем и сами периодически атаковали японцев. Однажды заметили, как неприятельский двухтрубный миноносец, приблизившись с левого борта к крейсеру, выпустил в него мину. Катастрофа казалась неизбежной. На мостике все оглянулись на командира Керна, а он быстро нагнулся над переговорной трубкой и скомандовал в машину:

— Полный вперед!

Одновременно он дернул за ручку машинного телеграфа, повторяя то же приказание. И «Громкий» ринулся наперерез страшному самодвижущемуся снаряду. Очевидно, у командира был такой план: пусть лучше он сам взлетит на воздух вместе со своим судном-водоизмещением только 350 тонн и с командой в 73 человека, чем погибнет крейсер водоизмещением в 5593 тонны с населением более 600 человек. В темноте геройство Керна осталось незамеченным. На крейсере не знали, что маленькое судно идет на самопожертвование и готово своей грудью отстоять жизнь другого корабля, приняв на себя подводный удар. Зато на «Громком» тотчас разгадали поступок командира, и мы, ожидая взрыва, отсчитывали последние секунды своей жизни. К счастью, мина, поставленная на большое углубление, в расчете на низкую осадку крупного корабля, прошла под килем «Громкого» и благополучно миновала и «Мономаха».

Около 5 часов утра на горизонте был замечен тонущий броненосец «Сисой Великий». Командир «Владимира Мономаха» Попов приказал «Громкому» следовать в распоряжение броненосца, но последний уже погружался в воду и «Громкий» вернулся к поврежденному «Владимиру Мономаху». Далее последовал приказ прорываться во Владивосток. В этот момент был замечен японский миноносец «Сирануи», бросившийся в погоню за «Громким».
В 8:35 (по японским данным) «Громкий» развернулся, и постепенно набирая скорость, начал уходить от преследования. Хоть японский миноносец был вооружен сильнее «Громкого», но не имея преимущества в скорости начинал отставать. В 11:40 появился ещё один японский миноносец № 63. К тому времени угля в запасе осталось около 40 тонн, а машинная команда «Громкого» окончательно измоталась: к тому времени она несла вахту около 20 часов и люди начали падать в обмороки, а у некоторых начались судороги, вследствие чего не было больше возможности уходить от преследования. Тогда командир корабля принял решение атаковать противника торпедами, и «Громкий», круто развернувшись, выпустил две торпеды по миноносцу «Сирануи». Первая прошла мимо, а вторая ударившись о борт японского корабля не взорвалась.
Около 12 часов японские снаряды вывели из строя два котла «Громкого» и скорость миноносца упала до 16 узлов. Тогда один из японских миноносцев начал сближаться с «Громким», намереваясь захватить русских в плен. Чтобы причинить больше вреда противнику, Г. Ф. Керн приказал идти на таран «Сирануи» с целью причинить как можно больше вреда противнику. Командир «Сирануи», увидев решительный манёвр «Громкого», приказал изменить курс и отступил на безопасное расстояние, и «Громкому» не хватало хода для тарана.
Из воспоминаний члена команды «Громкого»:

… когда при повороте для тарана грот-мачта вместе с андреевским боевым флагом полетела за борт. Командир приказал: Прочно пришить гвоздями боевой флаг на фокмачте. Пусть противник не подумает, что мы сдаемся.
Вскоре артиллерийские погреба оказались затопленными и из всей артиллерии действовали лишь два 47-мм орудия, достреливавшие боезапас остававшийся на палубе. Японские снаряды вывели из строя все котлы русского миноносца. В 12:04 замолчало последнее орудие «Громкого» и экипаж начал отстреливаться из винтовок. Отдав команду «спасаться кто как может», командир миноносца капитан 2-го ранга Г. Ф. Керн сразу же был сражён неприятельским снарядом. Судовой механик В. В. Сакс, несмотря на ранение и контузию, на протяжении всего боя организовывал борьбу за живучесть и обеспечивал ход корабля. После гибели командира корабля уничтожил секретные коды и утопил в море денежный ящик, вместе с подчинёнными открыл кингстоны в машинном отделении корабля для его затопления, чтобы миноносец не достался врагу. За время боя на миноносце были убиты 2 офицера, 1 кондуктор и 20 матросов, а также 3 офицера и 23 матроса были ранены. В 12:43 «Громкий» затонул, повалившись на правый борт. Оставшихся в живых людей японцы подобрали из воды.
Миноносец «Сирануи» получил более 20 попаданий, причём на нём четырежды меняли флаг.

## Командный состав
- Командир: капитан 2-го ранга Керн, Георгий Фёдорович
- Старший офицер: лейтенант Паскин, Александр Александрович
- Судовой инженер-механик: штабс-капитан КИМФ Сакс, Вадим Владимирович
- Штурманский офицер: мичман Шелашников, Мануил Николаевич
- Артиллерийский офицер: мичман Потёмкин, Владимир Николаевич